# 法维安·阿拉尔孔
法维安·埃内斯托·阿拉尔孔·里韦拉（Fabián Ernesto Alarcón Rivera, 1947年4月14日生）是厄瓜多爾临时總統，曾任皮欽查省省長，1995年8月至1997年2月担任國民議會議長，1997年2月6日阿夫达拉·布卡拉姆總統被解職，阿拉尔孔擔任臨時總統。9日辞职，11日再次被推選為臨時總統，在1998年由哈米尔·马瓦德接任。`
他繼續每年從厄瓜多爾政府獲得38,800美元的終生退休金。
| 前任： 阿夫达拉·布卡拉姆 | 厄瓜多尔总统 1997年-1998年 | 繼任： 哈米尔·马瓦德 |